# Liceum ogólnokształcące
Ten artykuł należy dopracować:

przedstawiono sytuację tylko z polskiej perspektywy – artykuł powinien być przekrojowy.
Pomóż go poprawić. Na stronie dyskusji mogą znajdywać się pomocne komentarze.

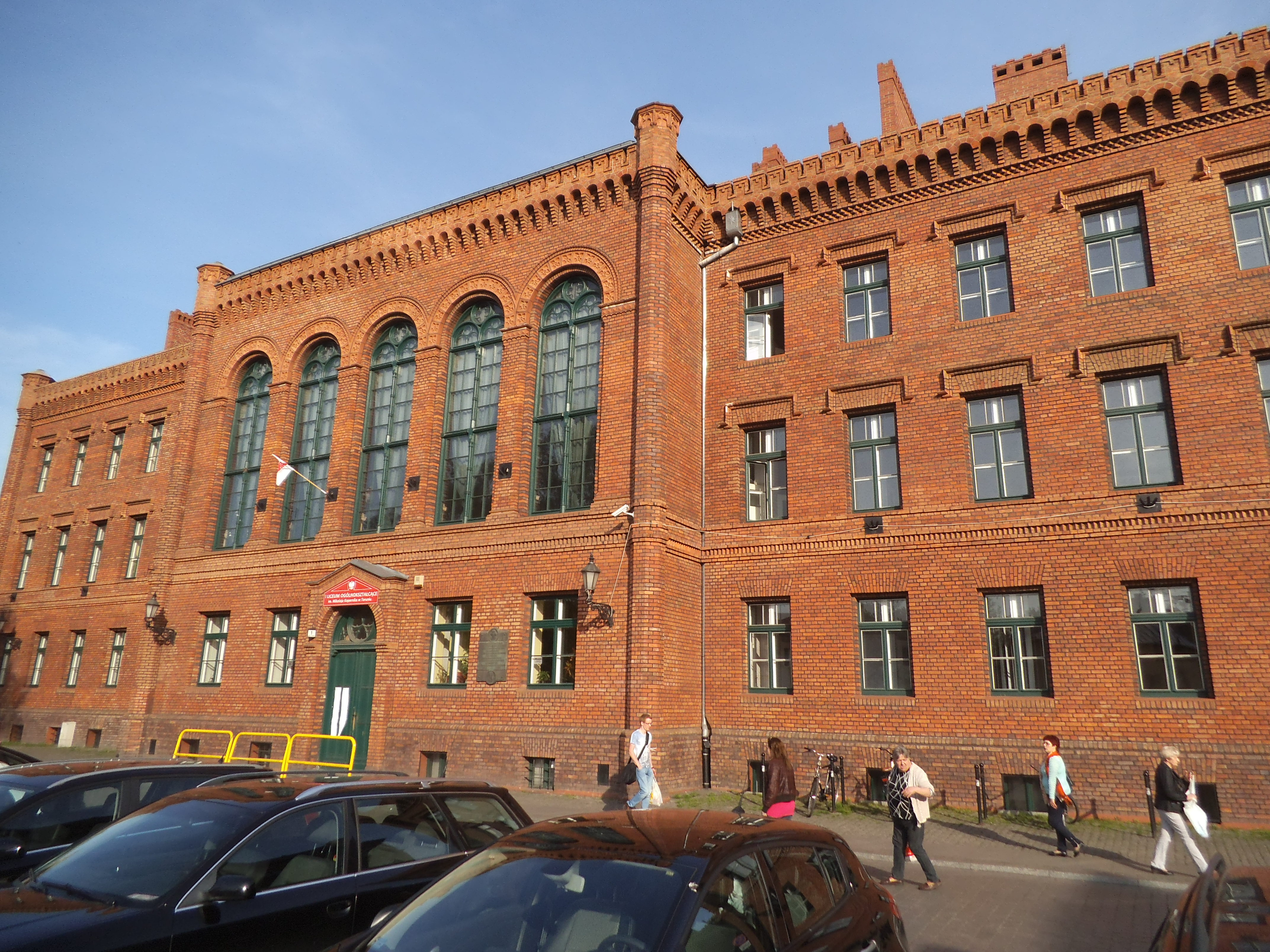
I Liceum Ogólnokształcące im. Mikołaja Kopernika w Toruniu

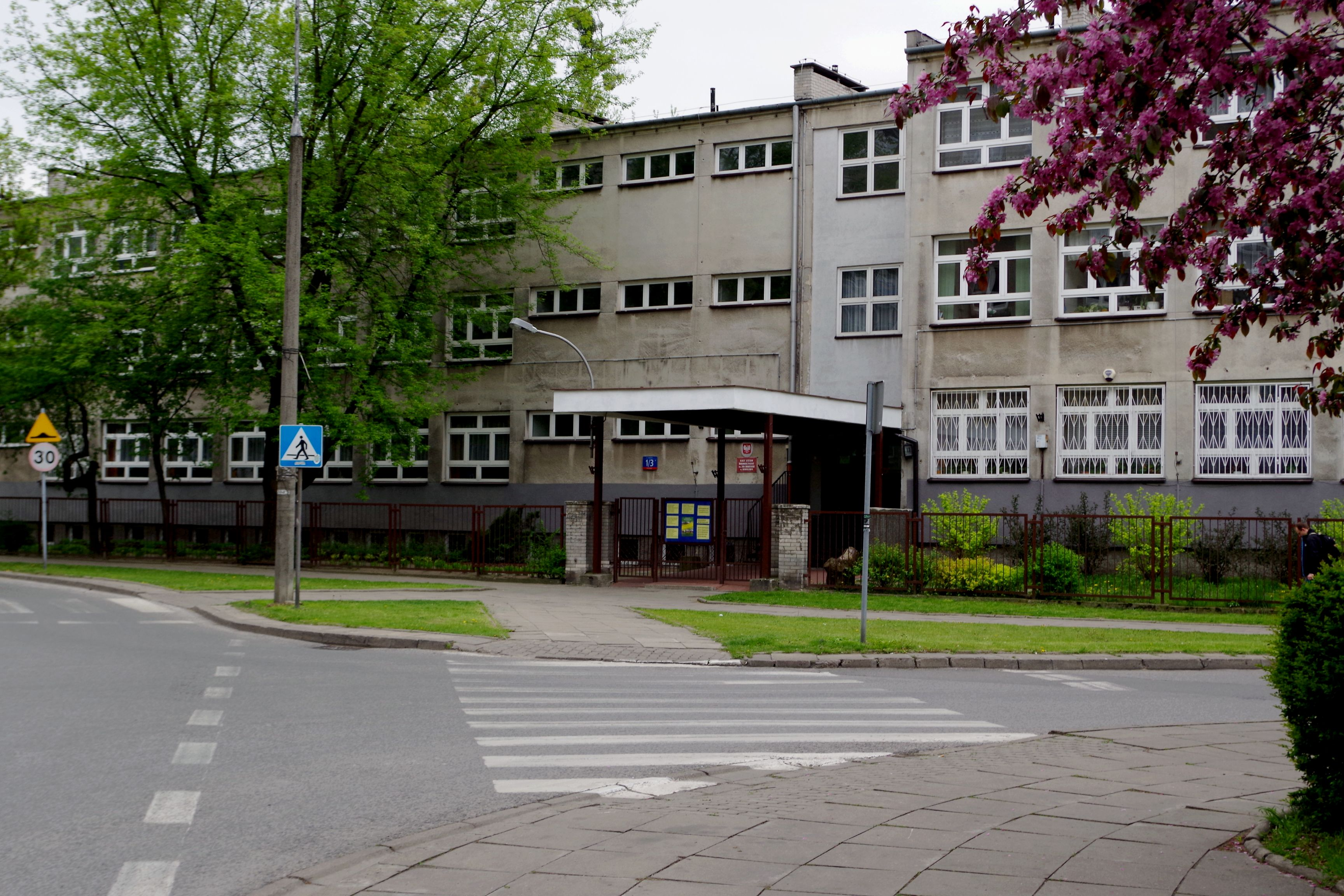
XXX Liceum Ogólnokształcące im. Jana Śniadeckiego w Warszawie

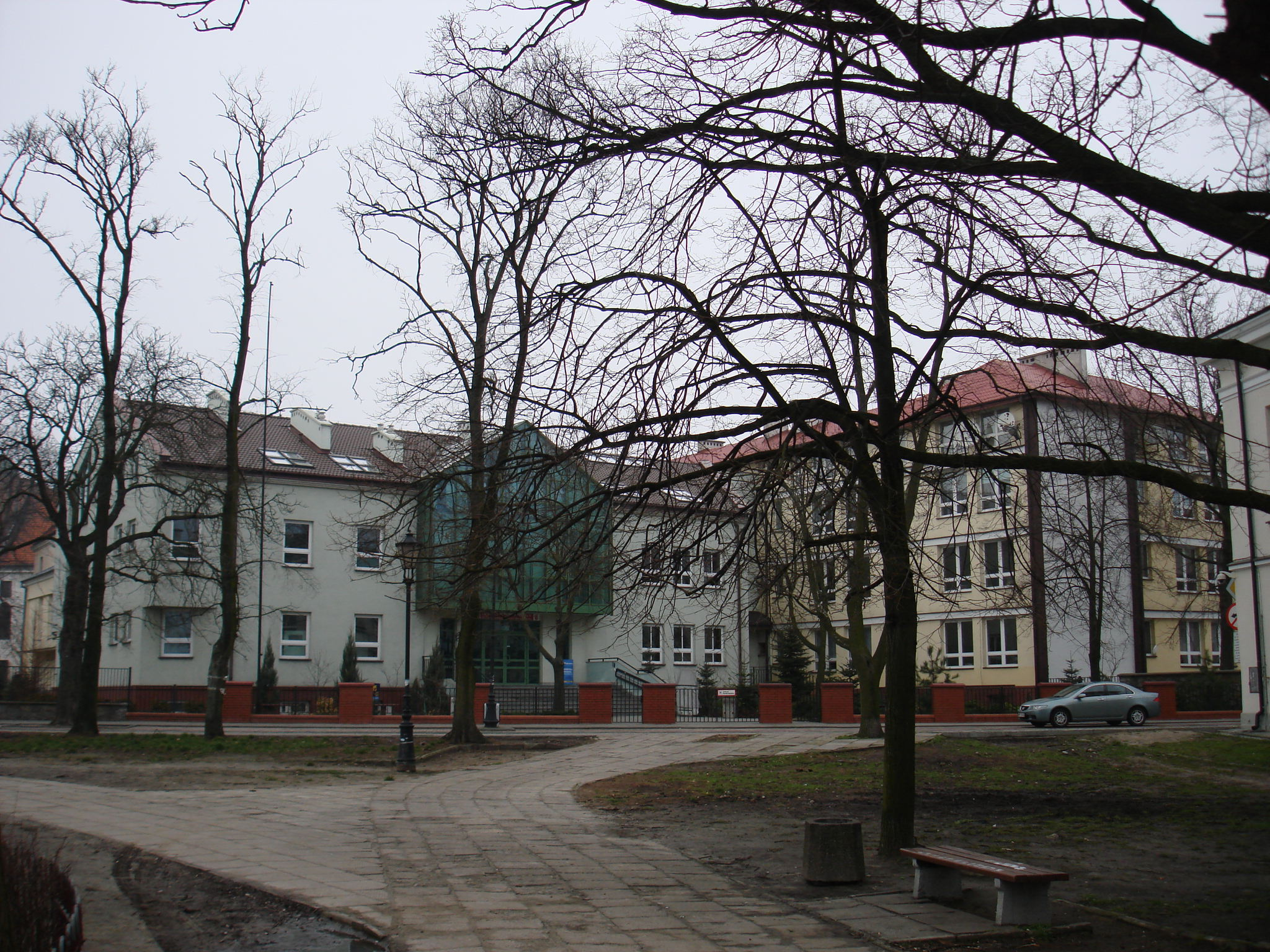
Liceum Ogólnokształcące im. Marszałka Stanisława Małachowskiego w Płocku

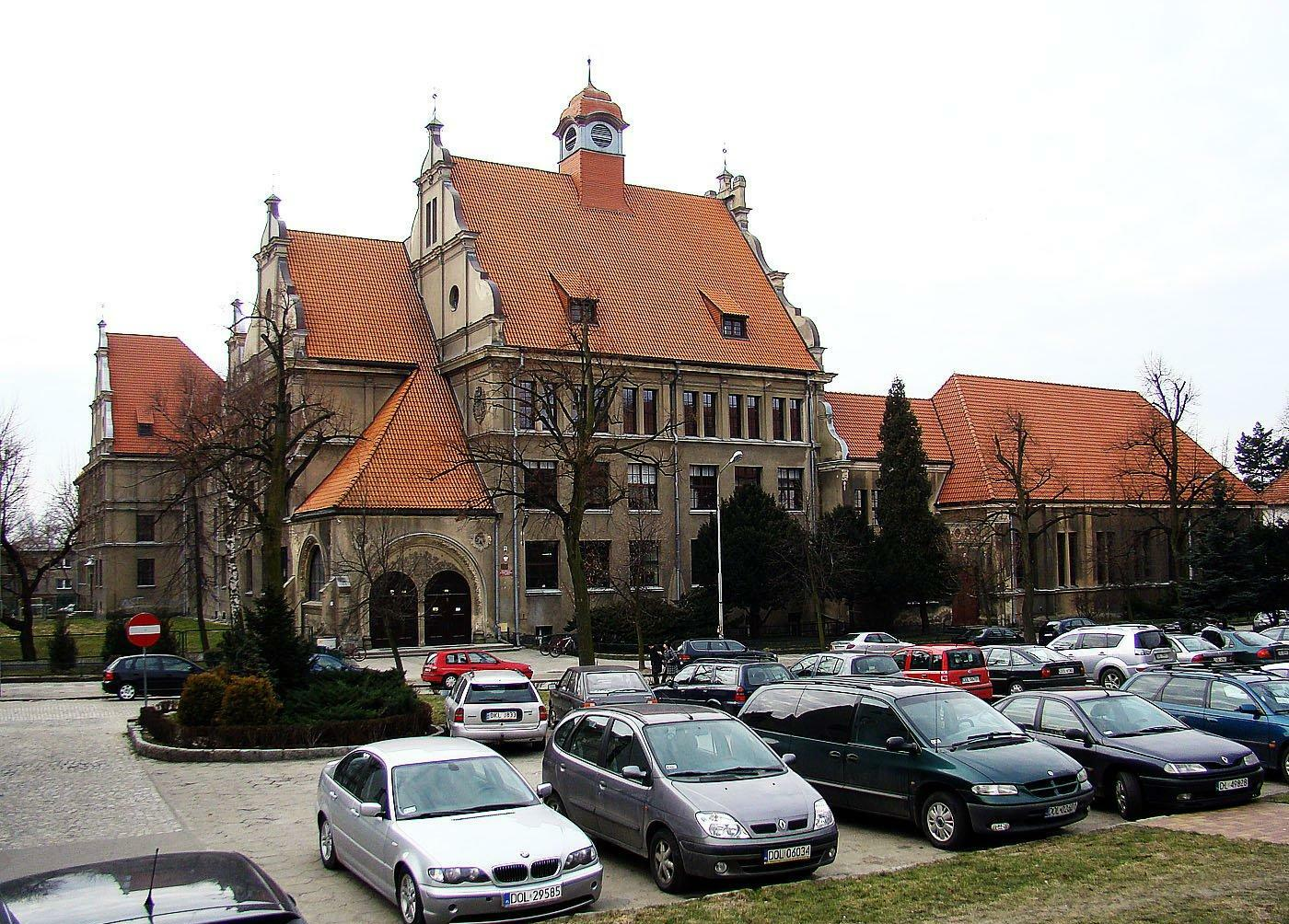
I Liceum Ogólnokształcące im. Juliusza Słowackiego w Oleśnicy

Liceum ogólnokształcące (LO) (z łac. licaeum od gr. Lýkeion: ogród przy świątyni Apollina Wilkobójcy (Lýkeios), gdzie nauczał Arystoteles) – rodzaj szkoły średniej funkcjonującej w wielu państwach. W Polsce liceum ogólnokształcące od 2017 r. wskutek reformy oświatowej jest szkołą ponadpodstawową (od 1999 r. posługiwano się nazwą rodzajową szkoła ponadgimnazjalna, a jeszcze wcześniej – szkoła średnia).
Nauka w liceum ogólnokształcącym w Polsce trwa cztery lata i kończy się egzaminem maturalnym (przed 2005 r. był to egzamin dojrzałości).

## Historia
Pierwsze na świecie licea wprowadził Napoleon Bonaparte. Dyscyplinę wzorowano w nich na wojskowej, a obowiązującym strojem był mundur.
W czasach nowożytnych był to typ szkoły średniej. Według projektu Jeana A. Condorceta z 1792 r. licea były szkołami o najwyższym stopniu systemu szkół we Francji. Od 1802 liceum było państwową szkołą średnią (lycée).

### Polska
W latach 1932–1948 istniały w Polsce dwuletnie licea ogólnokształcące oraz trzyletnie licea pedagogiczne i zawodowe. W 1948 wprowadzono czteroletnie liceum ogólnokształcące i pięcioletnie technikum, kończące się uzyskaniem kwalifikacji zawodowych.
Przed reformą szkolnictwa w 1999 r. do czteroletniego liceum przyjmowani byli absolwenci ośmioletniej szkoły podstawowej. W Polsce, w latach 1999–2017, po ukończeniu sześcioletniej szkoły podstawowej uczniowie uczęszczali do trzyletniego gimnazjum. Po ukończeniu trzyletniego gimnazjum mogli wybierać pomiędzy trzyletnim liceum ogólnokształcącym, czteroletnim technikum lub trzyletnią zasadniczą szkołą zawodową. W wyniku reformy oświaty z 2017 roku powrócono do ośmioletnich szkół podstawowych i czteroletnich liceów.

## Nauka
By uczyć się w liceum ogólnokształcącym, należy wcześniej ukończyć szkołę podstawową i przystąpić do egzaminu ósmoklasisty. Profile w liceach ogólnokształcących dają możliwość nauki przedmiotów na poziomie rozszerzonym (liczba może wynosić od 2 do 4 przedmiotów). Istnieją również klasy dwujęzyczne, w których niektóre przedmioty wykładane są w języku obcym. Uczniowie z takich klas mają możliwość przystąpienia do matury dwujęzycznej. Po ukończeniu szkoły, absolwent może podjąć naukę w szkole policealnej lub szkole wyższej (wymagane świadectwo dojrzałości).

### Przedmioty nauczane w liceum ogólnokształcącym
Przedmioty obowiązkowe zajmujące co najmniej 2825 godzin w czasie 32 tygodni nauki w każdym roku szkolnym:
- język polski (360 godzin, średnio 11 godzin w trzyletnim cyklu nauczania),
- języki obce nowożytne (450 godzin, średnio 14 godzin w cyklu kształcenia, podzielone dowolnie między dwa języki),
- wiedza o kulturze (30 godzin, średnio 1 godzina w trzyletnim cyklu nauczania),
- historia (60 godzin, średnio 2 godziny w trzyletnim cyklu nauczania),
- wiedza o społeczeństwie (30 godzin, średnio 1 godzina w trzyletnim cyklu nauczania),
- podstawy przedsiębiorczości (60 godzin, średnio 2 godziny w trzyletnim cyklu nauczania),
- geografia (30 godzin, średnio 1 godzina zajęć w trzyletnim cyklu nauczania),
- biologia (30 godzin, średnio 1 godzina zajęć w trzyletnim cyklu nauczania),
- chemia (30 godzin, średnio 1 godzina zajęć w trzyletnim cyklu nauczania),
- fizyka (30 godzin, średnio 1 godzina zajęć w trzyletnim cyklu nauczania),
- matematyka (300 godzin, średnio 9 godzin w trzyletnim cyklu nauczania),
- informatyka (30 godzin, średnio 1 godzina  zajęć w trzyletnim cyklu nauczania),
- wychowanie fizyczne (270 godzin, średnio 9 godzin zajęć w trzyletnim cyklu nauczania),
- edukacja dla bezpieczeństwa (30 godzin, średnio 1 godzina w trzyletnim cyklu nauczania),
- zajęcia z wychowawcą (90 godzin, średnio 1 godzina tygodniowo przez trzy lata),
- przedmioty w zakresie rozszerzonym i przedmioty uzupełniające (870 godzin, średnio 27 godzin w trzyletnim cyklu nauczania).

Każdy uczeń obowiązany jest do realizacji co najmniej dwóch i co najwyżej czterech przedmiotów w zakresie rozszerzonym:
- język polski (240 godzin, średnio 8 godzin w trzyletnim cyklu nauczania),
- historia (240 godzin, średnio 8 godzin w trzyletnim cyklu nauczania),
- geografia (240 godzin, średnio 8 godzin w trzyletnim cyklu nauczania),
- biologia (240 godzin, średnio 8 godzin w trzyletnim cyklu nauczania),
- chemia (240 godzin, średnio 8 godzin w trzyletnim cyklu nauczania),
- fizyka (240 godzin, średnio 8 godzin w trzyletnim cyklu nauczania),
- język obcy nowożytny (180 godzin, średnio 6 godzin w cyklu kształcenia),
- wiedza o społeczeństwie (180 godzin, średnio 6 godzin w cyklu kształcenia),
- matematyka (180 godzin, średnio 6 godzin w cyklu kształcenia),
- informatyka (180 godzin, średnio 6 godzin w cyklu kształcenia).

Liceum ogólnokształcące organizuje zajęcia z przedmiotów religia lub etyka zgodnie z deklaracją rodziców lub pełnoletnich uczniów – przedmiot nie jest obowiązkowy (uczeń może uczęszczać także na oba przedmioty albo żaden z nich).
W zakresie rozszerzonym realizowane są ponadto następujące przedmioty:
- historia muzyki,
- historia sztuki,
- filozofia,
- język łaciński i kultura antyczna.

W zależności od wybranych przedmiotów rozszerzonych uczeń może być zobowiązany do realizacji przedmiotów uzupełniających:
- historia i społeczeństwo (120 godzin, średnio 4 godziny w trzyletnim cyklu kształcenia),
- przyroda (120 godzin, średnio 4 godziny w trzyletnim cyklu kształcenia),
- zajęcia artystyczne (30 godzin, średnio 1 godzina w trzyletnim cyklu kształcenia),
- ekonomia w praktyce (30 godzin, średnio 1 godzina w trzyletnim cyklu kształcenia).

W liceum ogólnokształcącym można prowadzić także dodatkowe przedmioty uzupełniające, np. edukacja filmowa.

### Wykształcenie
Absolwent, który ukończy liceum ogólnokształcące, będzie posiadał wykształcenie średnie.

### Świadectwo szkolne
W liceum występują dwa rodzaje świadectw szkolnych: świadectwo promocyjne (podsumowujące rok nauki) oraz świadectwo ukończenia szkoły. Mają one format A4 i są drukowane na giloszu w kolorze różowym.